# The Supermen
The Supermen è un brano musicale scritto dall'artista inglese David Bowie, ultima traccia dell'album The Man Who Sold the World del 1970.

## Il brano
(Tony Visconti)
Al pari di altre tracce dell'album, The Supermen è intrisa delle influenze nietzschiane che ispirarono David Bowie all'inizio degli anni settanta.

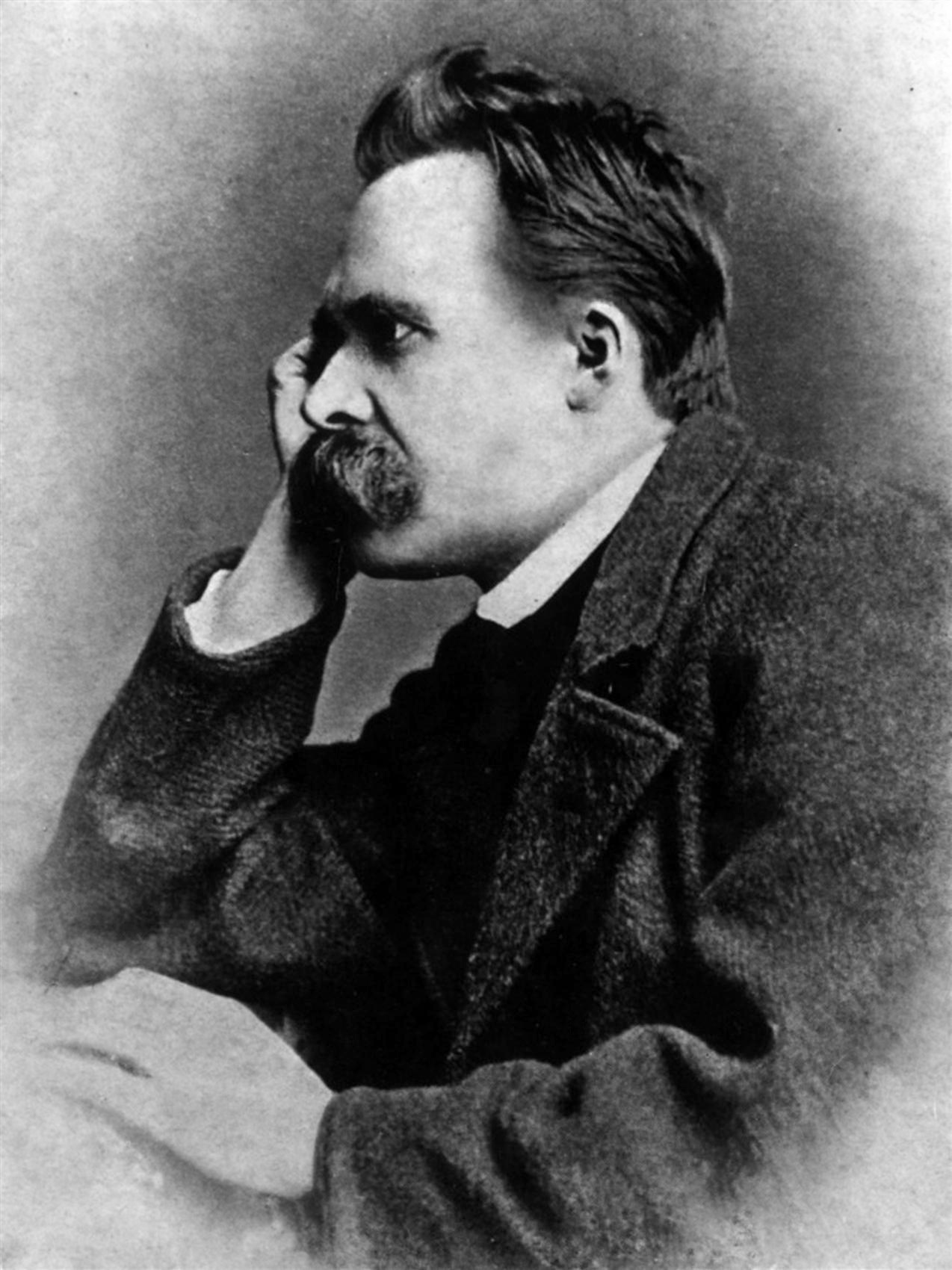
Friedrich Nietzsche è una delle principali fonti d'ispirazione per The Supermen e per l'album The Man Who Sold the World.

In questo periodo il cantante si era dedicato alla lettura di Al di là del bene e del male e Così parlò Zarathustra e alcuni riferimenti si possono trovare in questo brano, in cui l'allegoria delle "tragiche vite senza fine" di "esseri meravigliosi incatenati alla vita" («wondrous beings chained to life») si sovrappone al rifiuto della morale terrena da parte del superuomo. «Avevo immaginato The Supermen come brano caratteristico di una certa epoca», disse Bowie nel 1973, «ma penso che riguardi il futuro piuttosto che il passato». Non si tratterebbe quindi di una previsione futura quanto di una memoria primordiale, con i superuomini all'alba del tempo sulla loro "isola senza amore" che giocano e combattono, fino al giorno della loro caduta.
Tre anni dopo avrebbe dichiarato che all'epoca si trovava «ancora nella fase in cui pretendevo di avere capito Nietzsche... e per capirlo avevo cercato di tradurlo secondo la mia sensibilità, quindi The Supermen era il risultato di questo atteggiamento».
In un'intervista del 1976 definì la canzone "pre-fascista", in un periodo in cui i tabloid scandalistici speculavano sulle presunte tendenze naziste del cantante alimentate da affermazioni come quelle fatte su Playboy e New Musical Express. In realtà nel 1973 sembrava pensarla in modo diverso: «Avevo scritto una canzone intitolata The Supermen che parlava dell'Homo Superior e attraverso di essa mi sono interessato al nazismo. Sono sopraffatto dai loro metodi diabolici. Non c'è spazio nella mia testa per la loro teoria, gli effetti osceni, il terribile disprezzo per la vita umana».
Ma Nietzsche e il nazismo non erano l'unica fonte d'ispirazione e alcuni hanno visto anche l'influenza della letteratura di fantascienza del dopoguerra, dai bambini mutanti di Nascita del superuomo di Theodore Sturgeon ai "Grandi Antichi" delle storie di H.P. Lovecraft, e i superuomini di Bowie hanno qualche somiglianza anche con i monaci buddisti di brani precedenti come Karma Man e Silly Boy Blue.

## Registrazione
Il brano venne registrato durante le sessioni di The Man Who Sold the World nella primavera del 1970 e segnò la fine della collaborazione di Bowie con John Cambridge, che suonava con lui dai tempi di Space Oddity. Il batterista degli Hype, che accompagnavano David nelle esibizioni dal vivo, fu infatti licenziato dopo aver avuto difficoltà con la partitura ritmica in The Supermen e rimpiazzato da Mick Woodmansey.
Il 12 novembre 1971, durante le sessioni di The Rise and Fall of Ziggy Stardust and the Spiders from Mars una nuova versione semi-acustica venne registrata ai Trident Studios di Londra.

## Formazione
- David Bowie - voce, chitarra
- Mick Ronson - chitarra
- Tony Visconti - basso, pianoforte, chitarra
- Mick Woodmansey - batteria
- Ralph Mace - sintetizzatore

## The Supermendal vivo
La prima versione del brano, con un testo leggermente differente, fu eseguita nella sessione BBC registrata il 25 marzo 1970 per il programma Sounds of the 70s con Andy Ferris. Al Glastonbury Fayre del 23 giugno 1971 venne presentata la versione definitiva, replicata il 21 settembre nella sessione BBC registrata per Sounds of the 70s con Bob Harris e quattro giorni dopo al Friars Club di Aylesbury, nel primo concerto con la band che presto sarebbe diventata nota come The Spiders from Mars.
The Supermen rappresentò un classico durante lo Ziggy Stardust Tour 1972 e l'Aladdin Sane Tour 1973, finendo poi nel dimenticatoio per oltre due decenni. Dopo le date americane dell'Earthling Tour 1997 venne ripresa solo in quelle del Reality Tour del 2003-04.
Tra le occasioni "estemporanee" in cui è stata eseguita dal vivo, il Bridge School Benefit del 20 ottobre 1996 allo Shoreline Amphitheatre di Mountain View e lo speciale della BBC ChangesNowBowie dell'8 gennaio 1997, in cui venne proposta una nuova versione acustica. «Il riff che ho usato in quell'occasione, effettivamente l'ho riesumato sull'album Earthling», dichiarò David in quell'occasione. Il riff in questione, riciclato lo stesso anno per Dead Man Walking, a quanto pare gli fu "regalato" da Jimmy Page nel 1965, durante la registrazione di I Pity the Fool.

## Pubblicazioni
The Supermen non è inclusa in nessuna delle raccolte di greatest hits di David Bowie. Versioni dal vivo si trovano in:
- Sound + Vision (1989, nel CD Sound + Vision Plus)
- Bowie at the Beeb (2000)
- Aladdin Sane (nel bonus disc della riedizione 2003)
- Live Santa Monica '72 (2008)

Nella compilation Glastonbury Fayre del 1972 è presente la registrazione semi-acustica del novembre 1971 (non quella eseguita durante il concerto), inserita anche come traccia bonus nelle riedizioni di Hunky Dory del 1990 e di The Rise and Fall of Ziggy Stardust and the Spiders from Mars del 2002.

## Cover
Cover di The Supermen sono state pubblicate dai Cybernauts e dagli Aquaserge, rispettivamente negli album tributo Cybernauts Live del 2000 e We Were So Turned On: A Tribute To David Bowie del 2010.